# فرانز پورتن
فرانز پورتِن (آلمانی: Franz Porten؛ ۲۳ اوت ۱۸۵۹ – ۲۱ مهٔ ۱۹۳۲) یک هنرپیشه، کارگردان، و خواننده اهل آلمان بود. دختر وی هنی پورتن نام داشت و او هم بازیگر بود.